# Giuseppe Rigola

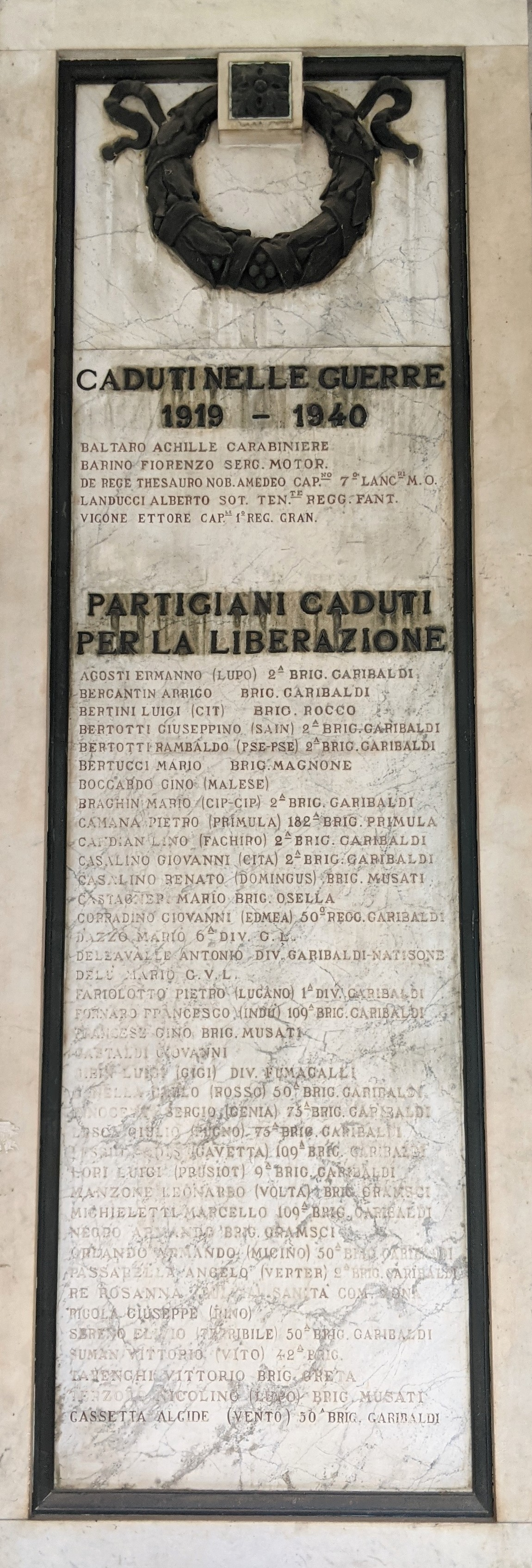
Memoriale ai partigiani vercellesi caduti per la liberazione dal nazifascismo

Giuseppe Rigola (Vercelli, 6 aprile 1904 – Mezzenile, 3 maggio 1944) è stato un partigiano italiano. Caduto durante un rastrellamento tedesco, sui monti di Mezzenile, è stato insignito di Medaglia d'argento al valor militare alla memoria.

## Biografia
Durante la dittatura fascista, Rigola lavora come manovratore nell'azienda tranviaria torinese ed è attivo nella sezione clandestina locale del Partito Comunista. Dopo l'armistizio dell'8 settembre 1943 partecipa alla creazione delle nascenti formazioni partigiane in Valle di Lanzo, vicino a Torino. Fino alla sua morte nel maggio 1944, durante un rastrellamento tedesco, sui monti di Mezzenile, guiderà varie incursioni delle formazioni garibaldine contro le forze nazifasciste con il nome di battaglia di "Ragioniero" e di "Rino".